# Ławeczka pochyła
Ławeczka pochyła, inaczej skośna – rodzaj ławeczki, w której można ustawiać dany kąt nachylenia (w górę i w dół). Jest to przyrząd kulturystyczny służący do trenowania przede wszystkim mięśni klatki piersiowej, tricepsów i mięśni obręczy barkowej.